# Biga jezik
Biga jezik (ISO 639-3: bhc), austronezijski jezik koji se govori na otoku Misool u selu Biga, na indonezijskom dijelu Nove Gvineje, kojim se služi oko 300 ljudi (Remijsen 2001). 
Jedan je od deset Raja Ampat jezika, i pripada široj zapadnonovogvinejskoj skupini

## Vanjske poveznice
- Ethnologue (14th)
- Ethnologue (15th)